# Uwierzytelnianie wieloskładnikowe

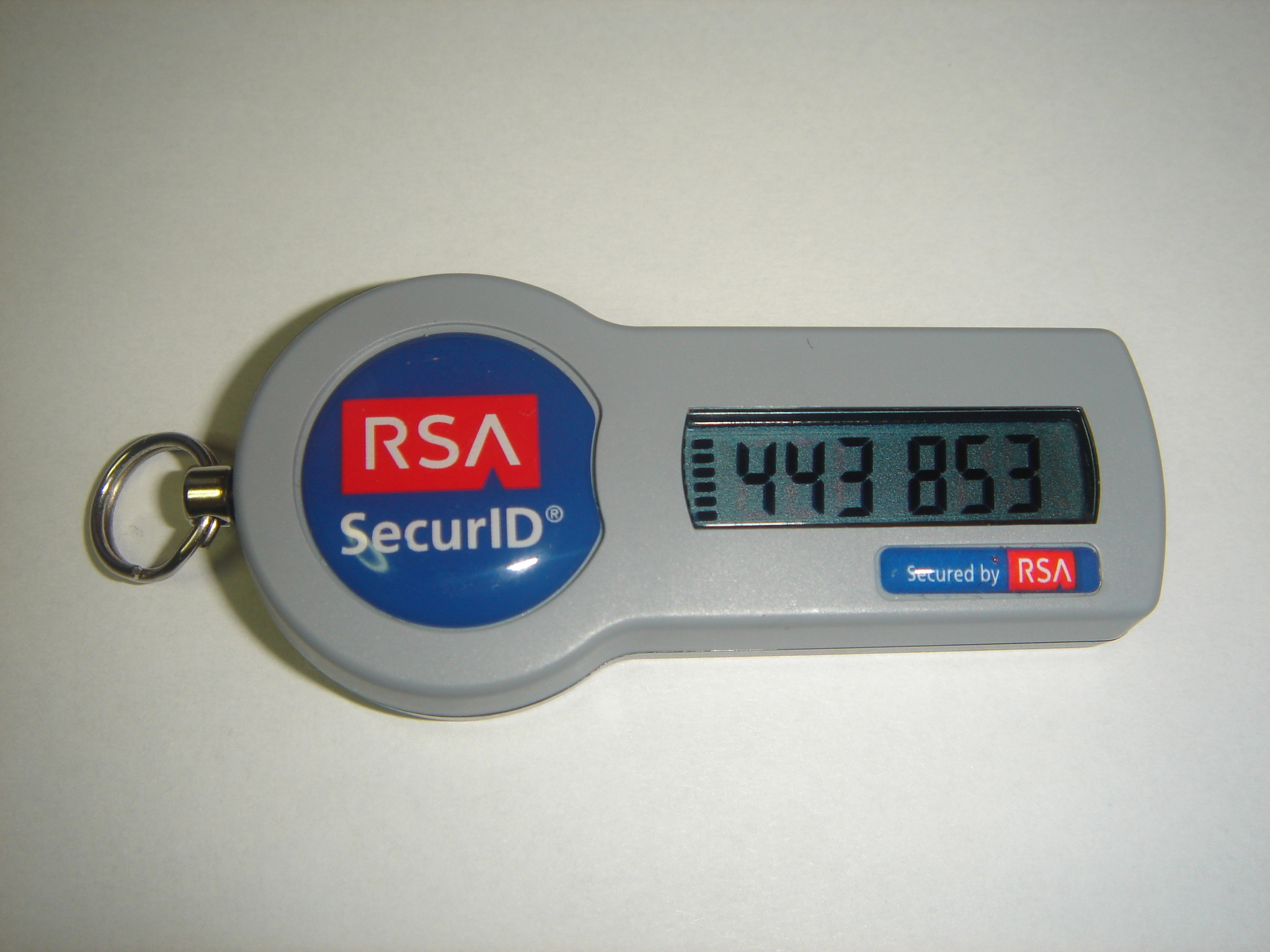
Urządzenie z kodem uwierzytelniającym: SecurID

Uwierzytelnianie wieloskładnikowe, uwierzytelnianie wielopoziomowe (ang. multi-factor authentication, MFA) – używanie dodatkowych składników w procesie uwierzytelniania (weryfikacji tożsamości). W szczególności uwierzytelnianie dwuskładnikowe (2FA) może polegać na podaniu hasła jednorazowego (ang. one-time password, OTP) przy logowaniu się do poczty elektronicznej.
MFA jest sposobem ochrony dostępu do zasobów cyfrowych, ponieważ utrudnia zalogowanie się do tych zasobów przez nieuprawnione osoby, które zdobyły identyfikator użytkownika i hasło uwierzytelniające. W przypadku stosowania uwierzytelniania wieloskładnikowego użytkownik oprócz podania identyfikatora oraz hasła musi (w kolejnych etapach) podać dodatkowy składnik.

## Formy uwierzytelniania
Do uwierzytelniania MFA mogą zostać wykorzystane metody, które można skategoryzować wg następujących kryteriów: 
- „coś, co użytkownik wie”: dane, które zna tylko użytkownik np. hasło, kod PIN;
- „coś, czym użytkownik jest”: dane biometryczne, unikalne cechy fizyczne użytkownika np. odcisk palca, skan tęczówki oka, skan twarzy itp.
- "coś, co użytkownik posiada”: przedmiot lub urządzenie do uwierzytelniania np. token, aplikacja na smartfonie, klucz, karta bankomatowa itp.
- „miejsce, w jakim użytkownik aktualnie się znajduje”: np. wykorzystanie GPS, albo IP do potwierdzenia typowych lokalizacji użytkownika.

Dodatkowe składniki uwierzytelniania użytkownika mogą przybierać różne formy: 
- ograniczone czasowe hasło jednorazowe (TOTP) z aplikacji zainstalowanej na przenośnym urządzeniu internetowym (np. smartfon, tablet), czyli np. token z dedykowanej aplikacja typu Google Authenticator czy Authy;
- token sprzętowy;
- hasło lub link wysłany za pośrednictwem e-mail;
- kod wysłany za pomocą SMS;
- kod z powiadomienia push;
- uwierzytelnianie biometryczne (skanowanie źrenicy oka, linii papilarnych, twarzy, weryfikacja tonu głosu);
- autoryzacja behawioralna;
- pytanie zabezpieczające (użytkownik musi odpowiedzieć na pytanie wg określonego wzorca).

## Ustawodawstwo i regulacja MFA w Polsce
Dyrektywa NIS2 oraz wynikająca z niej nowelizacja polskiej ustawy o krajowym systemie cyberbezpieczeństwa kładą duży nacisk na stosowanie uwierzytelniania wieloskładnikowego (MFA) w organizacjach. Dyrektywa NIS2 wymaga, aby podmioty krytyczne wdrożyły MFA w celu zabezpieczenia połączeń głosowych, tekstowych i wideo. Ponadto, MFA może zostać również zastosowane, aby spełnić wymogi dotyczące ochrony zasobów ludzkich, kontroli dostępu oraz zarządzania łańcuchem dostaw. W Polsce przepisy te są wdrażane poprzez nowelizację ustawy o krajowym systemie cyberbezpieczeństwa. W projekcie znowelizowanej ustawy pojawiły się wymagania dotyczące zarządzania bezpieczeństwem informacji, w tym obowiązek implementacji MFA w celu stosowania bezpiecznych środków komunikacji elektronicznej. Wdrożenie uwierzytelniania wieloskładnikowego (MFA) w celu zabezpieczenia systemów łączności wewnątrz firmy, tymczasowego przydzielania dostępu, czy ochrony dostępu dostawców do systemu firmy może pomóc w spełnieniu wymagań ustawy o krajowym systemie cyberbezpieczeństwa. 